# Catálogo Caldwell

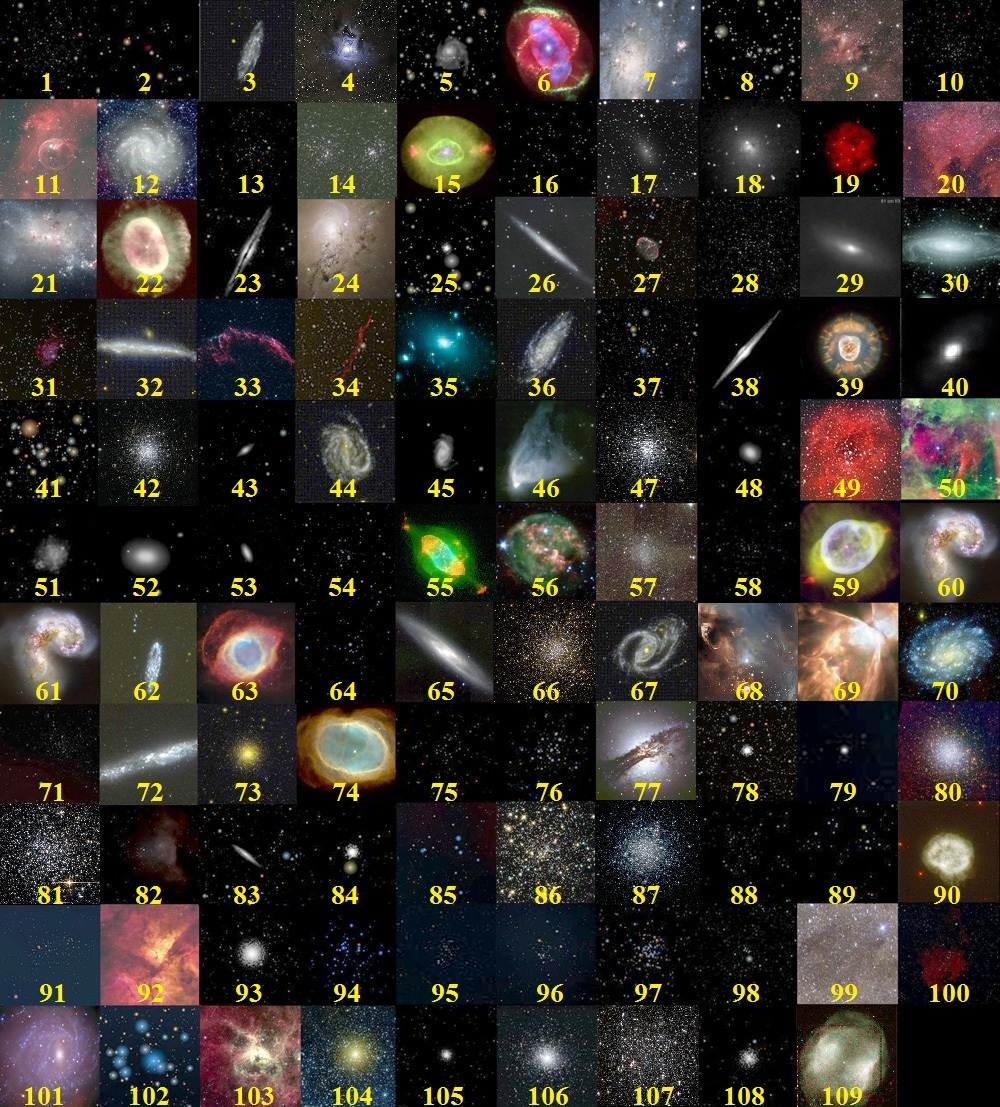
Montagem de objetos do Catálogo Caldwell.

Catálogo Caldwell é um catálogo astronômico de 109 aglomerados de estrelas, nebulosas e galáxias para a observação por astrônomos amadores. A lista foi compilada por Sir Patrick Caldwell-Moore, mais conhecido, como Patrick Moore, como um complemento para o Catálogo Messier.
O Catálogo Messier é usado por astrônomos amadores como uma lista de objetos do céu profundo para observações, mas Patrick Moore observou que a lista não inclui muitos dos mais brilhantes objetos do céu profundo, incluindo Híades, Aglomerado Duplo (NGC 869 e NGC 884) e NGC 253. Além disso, Moore observou que o Catálogo Messier, que foi compilado com base em observações no Hemisfério Norte, mas excluiu os objetos mais brilhantes visíveis no céu profundo no Hemisfério Sul, como Omega Centauri, Centaurus A, Caixa de Joias e 47 Tucanae. Ele compilou uma lista de 109 objetos para corresponder ao número comumente aceito de objetos Messier (110 menos a duplicata 102 reconhecida por Pierre Méchain) e que foi publicado na Sky & Telescope em dezembro de 1995.
Desde a sua publicação, pequenos erros de compilação na versão original de 1995, forram corrigidos. Moore usou seu outro apelido para o nome da lista como M de Moore que já foi feita pelo Messier, e o catálogo adota números "C" para renomear objetos com designações mais comuns.
Ao contrário de objetos do catálogo Messier, que estão listados aproximadamente na ordem da descoberta por Messier e de seus colegas, o catálogo Caldwell é ordenado por declinação, com C1 é o mais ao norte e C109, sendo mais ao sul, embora dois objetos (NGC 4244 e o Híades) estão listados fora de sequência. A lista original também identificou incorretamente NGC 6087 como NGC 6067 e incorretamente rotulou o Aglomerado Lambda Centauri (IC 2944) como Aglomerado Gamma Centauri.

## Número de objetos por tipo no Catálogo Caldwell
| Nebulosa escura               | 1   |
| Galáxia                       | 35  |
| Aglomerado globular           | 18  |
| Nebulosa                      | 9   |
| Aglomerado estelar            | 25  |
| Aglomerado estelar e Nebulosa | 6   |
| Nebulosa planetária           | 13  |
| Remanescente de supernova     | 2   |
| Total                         | 109 |

## Objetos Caldwell
| Aglomerado estelar |
| Nebulosa           |
| Galáxia            |

### 1–10
| Número Caldwell | Número NGC | Nome comum            | Imagem | Tipo de objeto               | Distância para o objeto em milhares de anos-luz | Constelação    | Magnitude aparente |
| --------------- | ---------- | --------------------- | ------ | ---------------------------- | ----------------------------------------------- | -------------- | ------------------ |
| C1              | NGC 188    |                       |        | Aglomerado aberto            | 4.8                                             | Cepheus        | 8.1                |
| C2              | NGC 40     | Nebulosa de Bow-Tie   |        | Nebulosa planetária          | 3.5                                             | Cepheus        | 11                 |
| C3              | NGC 4236   |                       |        | Galáxia                      | 7.000                                           | Draco          | 9.7                |
| C4              | NGC 7023   | Nebulosa Iris         |        | Aglomerado aberto e Nebulosa | 1.4                                             | Cepheus        | 7                  |
| C5              | IC 342     |                       |        | Galáxia                      | 10.000                                          | Camelopardalis | 9                  |
| C6              | NGC 6543   | Nebulosa Olho de gato |        | Nebulosa planetária          | 3                                               | Draco          | 9                  |
| C7              | NGC 2403   |                       |        | Galáxia                      | 14.000                                          | Camelopardalis | 8.4                |
| C8              | NGC 559    |                       |        | Aglomerado aberto            | 3.7                                             | Cassiopeia     | 9.5                |
| C9              | Sh2-155    | Nebulosa Cave         |        | Nebulosa                     | 2.8                                             | Cepheus        | 7.7                |
| C10             | NGC 663    |                       |        | Aglomerado aberto            | 7.2                                             | Cassiopeia     | 7.1                |

### 11–20
| Número Caldwell | Número NGC        | Nome comum                     | Imagem | Tipo de objeto               | Distância para o objeto em milhares de anos-luz | Constelação | Magnitude aparente |
| --------------- | ----------------- | ------------------------------ | ------ | ---------------------------- | ----------------------------------------------- | ----------- | ------------------ |
| C11             | NGC 7635          | Nebulosa da Bolha              |        | Nebulosa                     | 7.1                                             | Cassiopeia  | -                  |
| C12             | NGC 6946          | Galáxia dos Fogos de Artifício |        | Galáxia                      | 18.000                                          | Cepheus     | 8.9                |
| C13             | NGC 457           |                                |        | Aglomerado aberto            | -                                               | Cassiopeia  | 6.4                |
| C14             | NGC 869 & NGC 884 |                                |        | Aglomerado aberto            | 7.3                                             | Perseus     | 4                  |
| C15             | NGC 6826          |                                |        | Nebulosa planetária          | 2.2                                             | Cygnus      | 10                 |
| C16             | NGC 7243          |                                |        | Aglomerado aberto            | 2.5                                             | Lacerta     | 6.4                |
| C17             | NGC 147           |                                |        | Galáxia                      | 2.300                                           | Cassiopeia  | 9.3                |
| C18             | NGC 185           |                                |        | Galáxia                      | 2.300                                           | Cassiopeia  | 9.2                |
| C19             | IC 5146           | Nebulosa Cocoon                |        | Aglomerado aberto e Nebulosa | 3.3                                             | Cygnus      | 7.2                |
| C20             | NGC 7000          | Nebulosa da América do Norte   |        | Nebulosa                     | 1.8                                             | Cygnus      | 4                  |

### 21–30
| Número Caldwell | Número NGC | Nome comum                 | Imagem | Tipo de objeto      | Distância para o objeto em milhares de anos-luz | Constelação    | Magnitude aparente |
| --------------- | ---------- | -------------------------- | ------ | ------------------- | ----------------------------------------------- | -------------- | ------------------ |
| C21             | NGC 4449   |                            |        | Galáxia             | 10.000                                          | Canes Venatici | 9.4                |
| C22             | NGC 7662   | Nebulosa Bola de Neve Azul |        | Nebulosa planetária | 3.2                                             | Andrômeda      | 9                  |
| C23             | NGC 891    |                            |        | Galáxia             | 31.000                                          | Andrômeda      | 10                 |
| C24             | NGC 1275   | Perseus A                  |        | Galáxia             | 230.000                                         | Perseus        | 11.6               |
| C25             | NGC 2419   |                            |        | Aglomerado globular | 275                                             | Lynx           | 10.4               |
| C26             | NGC 4244   |                            |        | Galáxia             | 10.000                                          | Canes Venatici | 10.2               |
| C27             | NGC 6888   | Nebulosa Crescente         |        | Nebulosa            | 4.7                                             | Cygnus         | 7.4                |
| C28             | NGC 752    |                            |        | Aglomerado aberto   | 1.2                                             | Andrômeda      | 5.7                |
| C29             | NGC 5005   |                            |        | Galáxia             | 69.000                                          | Canes Venatici | 9.8                |
| C30             | NGC 7331   |                            |        | Galáxia             | 47.000                                          | Pegasus        | 9.5                |

### 31–40
| Número Caldwell | Número NGC | Nome comum                                      | Imagem | Tipo de objeto            | Distância para o objeto em milhares de anos-luz | Constelação    | Magnitude aparente |
| --------------- | ---------- | ----------------------------------------------- | ------ | ------------------------- | ----------------------------------------------- | -------------- | ------------------ |
| C31             | IC 405     | Nebulosa da Estrela Flamejante                  |        | Nebulosa                  | 1.6                                             | Auriga         | -                  |
| C32             | NGC 4631   | Galáxia da Baleia                               |        | Galáxia                   | 22.000                                          | Canes Venatici | 9.3                |
| C33             | NGC 6992   | Nebulosa do Véu Leste                           |        | Remanescente de supernova | 2.5                                             | Cygnus         | -                  |
| C34             | NGC 6960   | Nebulosa do Véu Oeste                           |        | Remanescente de supernova | 2.5                                             | Cygnus         | -                  |
| C35             | NGC 4889   |                                                 |        | Galáxia                   | 300.000                                         | Coma Berenices | 11.4               |
| C36             | NGC 4559   |                                                 |        | Galáxia                   | 32.000                                          | Coma Berenices | 9.9                |
| C37             | NGC 6885   |                                                 |        | Aglomerado aberto         | 1.95                                            | Vulpecula      | 6                  |
| C38             | NGC 4565   | Galáxia da Agulha                               |        | Galáxia                   | 32,000                                          | Coma Berenices | 9.6                |
| C39             | NGC 2392   | Nebulosa do Esquimó Nebulosa da Cara do Palhaço |        | Nebulosa planetária       | 4                                               | Gemini         | 10                 |
| C40             | NGC 3626   |                                                 |        | Galáxia                   | 86.000                                          | Leo            | 10.9               |

### 41–50
| Número Caldwell | Número NGC | Nome comum                  | Imagem | Tipo de objeto      | Distância para o objeto em milhares de anos-luz | Constelação | Magnitude aparente |
| --------------- | ---------- | --------------------------- | ------ | ------------------- | ----------------------------------------------- | ----------- | ------------------ |
| C41             | Mel 25     | Híades                      |        | Aglomerado aberto   | 0.151                                           | Taurus      | 0.5                |
| C42             | NGC 7006   |                             |        | Aglomerado globular | 135                                             | Delphinus   | 10.6               |
| C43             | NGC 7814   |                             |        | Galáxia             | 49.000                                          | Pegasus     | 10.5               |
| C44             | NGC 7479   |                             |        | Galáxia             | 106.000                                         | Pegasus     | 11                 |
| C45             | NGC 5248   |                             |        | Galáxia             | 74.000                                          | Boötes      | 10.2               |
| C46             | NGC 2261   | Nebulosa Variável de Hubble |        | Nebulosa            | 2.5                                             | Monoceros   | -                  |
| C47             | NGC 6934   |                             |        | Aglomerado globular | 57                                              | Delphinus   | 8.9                |
| C48             | NGC 2775   |                             |        | Galáxia             | 55.000                                          | Cancer      | 10.3               |
| C49             | NGC 2237   | Nebulosa Roseta             |        | Nebulosa            | 4.9                                             | Monoceros   | 9.0                |
| C50             | NGC 2244   |                             |        | Aglomerado aberto   | 4.9                                             | Monoceros   | 4.8                |

### 51–60
| Número Caldwell | Número NGC | Nome comum           | Imagem | Tipo de objeto      | Distância para o objeto em milhares de anos-luz | Constelação | Magnitude aparente |
| --------------- | ---------- | -------------------- | ------ | ------------------- | ----------------------------------------------- | ----------- | ------------------ |
| C51             | IC 1613    |                      |        | Galáxia             | 2.300                                           | Cetus       | 9.3                |
| C52             | NGC 4697   |                      |        | Galáxia             | 76.000                                          | Virgo       | 9.3                |
| C53             | NGC 3115   | Galáxia Spindle      |        | Galáxia             | 22.000                                          | Sextans     | 9.2                |
| C54             | NGC 2506   |                      |        | Aglomerado aberto   | 10                                              | Monoceros   | 7.6                |
| C55             | NGC 7009   | Nebulosa Saturno     |        | Nebulosa planetária | 1.4                                             | Aquarius    | 8                  |
| C56             | NGC 246    |                      |        | Nebulosa planetária | 1.6                                             | Cetus       | 8                  |
| C57             | NGC 6822   | Galáxia de Barnard   |        | Galáxia             | 2,300                                           | Sagittarius | 9                  |
| C58             | NGC 2360   |                      |        | Aglomerado aberto   | 3.7                                             | Canis Major | 7.2                |
| C59             | NGC 3242   | Fantasma de Júpiter  |        | Nebulosa planetária | 1.4                                             | Hydra       | 9                  |
| C60             | NGC 4038   | Galáxias das Antenas |        | Galáxia             | 83.000                                          | Corvus      | 10.7               |

### 61–70
| Número Caldwell | Número NGC | Nome comum           | Imagem | Tipo de objeto               | Distância para o objeto em milhares de anos-luz | Constelação      | Magnitude aparente |
| --------------- | ---------- | -------------------- | ------ | ---------------------------- | ----------------------------------------------- | ---------------- | ------------------ |
| C61             | NGC 4039   | Galáxias das Antenas |        | Galáxia                      | 83.000                                          | Corvus           | 13                 |
| C62             | NGC 247    |                      |        | Galáxia                      | 6.800                                           | Cetus            | 8.9                |
| C63             | NGC 7293   | Nebulosa de Hélix    |        | Nebulosa planetária          | 0.522                                           | Aquarius         | 7.3                |
| C64             | NGC 2362   |                      |        | Aglomerado aberto e Nebulosa | 5.1                                             | Canis Major      | 4.1                |
| C65             | NGC 253    | Galáxia do Escultor  |        | Galáxia                      | 9.800                                           | Sculptor         | 7.1                |
| C66             | NGC 5694   |                      |        | Aglomerado globular          | 113                                             | Hydra            | 10.2               |
| C67             | NGC 1097   |                      |        | Galáxia                      | 47.000                                          | Fornax           | 9.3                |
| C68             | NGC 6729   | Nebulosa R CrA       |        | Nebulosa                     | 0.424                                           | Corona Australis | -                  |
| C69             | NGC 6302   | Nebulosa Borboleta   |        | Nebulosa planetária          | 5.2                                             | Scorpius         | 13                 |
| C70             | NGC 300    |                      |        | Galáxia                      | 3.900                                           | Sculptor         | 9                  |

### 71–80
| Número Caldwell | Número NGC | Nome comum           | Imagem | Tipo de objeto               | Distância para o objeto em milhares de anos-luz | Constelação      | Magnitude aparente |
| --------------- | ---------- | -------------------- | ------ | ---------------------------- | ----------------------------------------------- | ---------------- | ------------------ |
| C71             | NGC 2477   |                      |        | Aglomerado aberto            | 3.7                                             | Puppis           | 5.8                |
| C72             | NGC 55     |                      |        | Galáxia                      | 4.200                                           | Sculptor         | 8                  |
| C73             | NGC 1851   |                      |        | Aglomerado globular          | 39.4                                            | Columba          | 7.3                |
| C74             | NGC 3132   | Nebulosa do Anel Sul |        | Nebulosa planetária          | 2                                               | Vela             | 8                  |
| C75             | NGC 6124   |                      |        | Aglomerado aberto            | 1.5                                             | Scorpius         | 5.8                |
| C76             | NGC 6231   |                      |        | Aglomerado aberto e Nebulosa | 6                                               | Scorpius         | 2.6                |
| C77             | NGC 5128   | Centaurus A          |        | Galáxia                      | 16.000                                          | Centaurus        | 7                  |
| C78             | NGC 6541   |                      |        | Aglomerado globular          | 22.3                                            | Corona Australis | 6.6                |
| C79             | NGC 3201   |                      |        | Aglomerado globular          | 17                                              | Vela             | 6.8                |
| C80             | NGC 5139   | Omega Centauri       |        | Aglomerado globular          | 17.3                                            | Centaurus        | 3.7                |

### 81–90
| Número Caldwell | Número NGC | Nome comum                 | Imagem | Tipo de objeto      | Distância para o objeto em milhares de anos-luz | Constelação | Magnitude aparente |
| --------------- | ---------- | -------------------------- | ------ | ------------------- | ----------------------------------------------- | ----------- | ------------------ |
| C81             | NGC 6352   |                            |        | Aglomerado globular | 18.6                                            | Ara         | 8.2                |
| C82             | NGC 6193   |                            |        | Aglomerado aberto   | 4.3                                             | Ara         | 5.2                |
| C83             | NGC 4945   |                            |        | Galáxia             | 17.000                                          | Centaurus   | 9                  |
| C84             | NGC 5286   |                            |        | Aglomerado globular | 36                                              | Centaurus   | 7.6                |
| C85             | IC 2391    | Aglomerado Omicron Velorum |        | Aglomerado aberto   | 0.5                                             | Vela        | 2.5                |
| C86             | NGC 6397   |                            |        | Aglomerado globular | 7.5                                             | Ara         | 5.7                |
| C87             | NGC 1261   |                            |        | Aglomerado globular | 55.5                                            | Horologium  | 8.4                |
| C88             | NGC 5823   |                            |        | Aglomerado aberto   | 3.4                                             | Circinus    | 7.9                |
| C89             | NGC 6087   | Aglomerado S Norma         |        | Aglomerado aberto   | 3.3                                             | Norma       | 5.4                |
| C90             | NGC 2867   |                            |        | Nebulosa planetária | 5.5                                             | Carina      | 10                 |

1. ↑  C89 foi erroneamente escrito como NGC 6067, no original, mas sua descrição é a de NGC 6087.

### 91–100
| Número Caldwell | Número NGC | Nome comum                 | Imagem | Tipo de objeto               | Distância para o objeto em milhares de anos-luz | Constelação         | Magnitude aparente |
| --------------- | ---------- | -------------------------- | ------ | ---------------------------- | ----------------------------------------------- | ------------------- | ------------------ |
| C91             | NGC 3532   |                            |        | Aglomerado aberto            | 1.6                                             | Carina              | 3                  |
| C92             | NGC 3372   | Nebulosa de Eta Carinae    |        | Nebulosa                     | 7.5                                             | Carina              | 3                  |
| C93             | NGC 6752   |                            |        | Aglomerado globular          | 13                                              | Pavo                | 5.4                |
| C94             | NGC 4755   | Caixa de Joias             |        | Aglomerado aberto            | 4.9                                             | Crux                | 4.2                |
| C95             | NGC 6025   |                            |        | Aglomerado aberto            | 2.5                                             | Triangulum Australe | 5.1                |
| C96             | NGC 2516   |                            |        | Aglomerado aberto            | 1.3                                             | Carina              | 3.8                |
| C97             | NGC 3766   | Aglomerado de Pérola       |        | Aglomerado aberto            | 5.8                                             | Centaurus           | 5.3                |
| C98             | NGC 4609   |                            |        | Aglomerado aberto            | 4.2                                             | Crux                | 6.9                |
| C99             | -          | Nebulosa do Saco de Carvão |        | Nebulosa escura              | 0.61                                            | Crux                | -                  |
| C100            | IC 2944    | Nebulosa Lambda Centauri   |        | Aglomerado aberto e Nebulosa | 6                                               | Centaurus           | 4.5                |

### 101–109
| Número Caldwell | Número NGC | Nome comum               | Imagem | Tipo de objeto               | Distância para o objeto em milhares de anos-luz | Constelação | Magnitude aparente |
| --------------- | ---------- | ------------------------ | ------ | ---------------------------- | ----------------------------------------------- | ----------- | ------------------ |
| C101            | NGC 6744   |                          |        | Galáxia                      | 34.000                                          | Pavo        | 9                  |
| C102            | IC 2602    | Aglomerado Theta Carinae |        | Aglomerado estelar aberto    | 0.492                                           | Carina      | 1.9                |
| C103            | NGC 2070   | Nebulosa da Tarântula    |        | Aglomerado aberto e Nebulosa | 170                                             | Dorado      | 8.2                |
| C104            | NGC 362    |                          |        | Aglomerado globular          | 27.7                                            | Tucana      | 6.6                |
| C105            | NGC 4833   |                          |        | Aglomerado globular          | 19.6                                            | Musca       | 7.4                |
| C106            | NGC 104    | 47 Tucanae               |        | Aglomerado globular          | 14.7                                            | Tucana      | 4                  |
| C107            | NGC 6101   |                          |        | Aglomerado globular          | 49.9                                            | Apus        | 9.3                |
| C108            | NGC 4372   |                          |        | Aglomerado globular          | 18.9                                            | Musca       | 7.8                |
| C109            | NGC 3195   |                          |        | Nebulosa planetária          | 5.4                                             | Chamaeleon  | 11.6               |